# Alberto Pino Gil
Alberto Pino Gil (Salamina, 24 de julio de 1918-Bogotá, 11 de junio de 2008) fue un artista, muralista, ilustrador, profesor y diseñador colombiano. Fue uno de los alumnos fundadores de la Facultad de Arte de la Universidad de Caldas y egresado de la Universidad Nacional de Colombia en 1944. Trabajó como diseñador y publicista en varias agencias pioneras en publicidad en Bogotá. Fue profesor de la Universidad Nacional de Colombia entre 1962 y 1984.

## Biografía

### Infancia y adolescencia
Hijo de Francisco Pino González y Bárbara Rosa Gil Tabares, nació en Salamina, departamento de Caldas, Colombia. Alberto fue el primogénito de una familia de 5 hijos; Armando, Arturo, Lilia y Adelma. Su padre era negro proveniente de Palmira, Valle del Cauca. Mientras Bárbara, oriunda de Sonsón Antioquia, era de ojos azules y piel blanca.
A causa de las dificultades económicas, vivieron en Caldas y Valle del Cauca, siempre en alquiler y en precarias condiciones. En algún momento, tenían una empresa familiar de manufactura de habanos artesanales.
Desde pequeño Pino mostró grandes dotes para la pintura, que empezó a desarrollar de manera empírica, haciendo retratos a sus hermanos y conocidos.  En la escuela pública “Rufino Cuervo”, el profesor Enrique Berrio lo alentaba hacia la práctica de la pintura, desde ese momento ya ayudaba con los dibujos de fichas temáticas para la enseñanza de las asignaturas de Primaria.
A los siete años participó en un concurso organizado por la Transmisora Caldas en la plaza de Manizales en la que dibujó una iglesia y ganó. Su madre murió dejándolos muy pequeños y Pino tuvo que asumir el trabajo de vendedor de periódicos para poder estudiar en la noche. Al tiempo que hacia su bachillerato en el Instituto universitario de Caldas, Pino estudiaba en las noches, en la Escuela de bellas artes de Manizales. La escuela funcionaba en una bodega donde ahora funciona el periódico local “La Patria”. En este espacio se reunían los primeros intelectuales caldenses para compartir sus trabajos sobre pintura, poesía, escultura y cuentería entre otros expresiones artísticas. Allí se codeo con figuras representativos del arte como: Hernán Merino (Ilustrador), Guillermo Valencia (Valec) y Guillermo Botero, entre otros.

### Familia
Desde el 41 trabajó en la Normal de Señoritas donde duró 2 años y conoce a María de Carmen Fajardo, quien era de Puente Nacional, Santander. Tuvieron siete hijos: Julián Federico, Francisco Diego, Alberto Ignancio, Santiago Germán, Juan Manuel, Horacio Alejandro y Luis Guillermo.

### Llegada a Bogotá
Pino continua en la búsqueda de sus sueños decide venir a Bogotá. Llega a la capital en el año 36, con su caja de pinturas y una carta de su maestro Gonzalo Quintero para el director Ignacio Gómez Jaramillo, con la intención de estudiar en la Escuela de Bellas Artes. El director se encontraba fuera del país y había dejado a cargo al caricaturista Adolfo Samper, qué al encontrarse con Pino, le recomendó dedicarse a un trabajo más lucrativo.
Ante esta situación, Pino recurre a un amigo de su padre, el Poeta Luis Vidales quien solicita a Samper mediante una nota que le permita el ingreso a la escuela. Allí tuvo como maestros al escultor José Domingo Rodríguez, a León Cano, Miguel Díaz Vargas y a Domingo Moreno Otero, este último de escuela madrileña.
En las aulas se destacó por su agilidad para elaborar sus dibujos, que desarrolló en Manizales siendo discípulo del pintor chileno Roko Matjasic Martinic, quien consideraba que el dibujante debería ser diestro y hábil con la mano, elaborando la mayor cantidad de dibujos en el menor tiempo, con el propósito de lograr el mejor dibujo y optimizar todos los recursos.
Cuando regresa Gómez Jaramillo, el director de la Escuela de Bellas Artes, Pino presentó la evaluación clasificatoria para ubicarlo de acuerdo a su nivel, teniendo un resultado destacado por el cual fue asignado al nivel tres, equivalente al sexto semestre.
Su trabajo tuvo reconocimiento en la beca que le fue otorgada por la escuela para continuar sus estudios. Aquí tuvo como compañeros a Miguel Sopó, Rodrigo Arenas Betancourt, María Teresa Cerda, Jorge Ruiz y Manuel Rodríguez. Pino aprovechó al máximo su beca, al lograr ser maestro de dibujo especializado en pintura mural en tan solo tres años de los seis que normalmente se tardaría cualquier alumno. 
Pino se gradúa con especialización en Pintura, el 22 de diciembre de 1944 en la Escuela de Bellas Artes de la Universidad Nacional.

### Trabajo en agencias publicitarias
A finales de la década del 50, Pino comenzó su trasegar por el mundo laboral, pintando sobre los vidrios publicitarios en el cine y las vallas exteriores.  
En el año 1954 Hernán Merino, ilustrador de El Espectador, viaja a EE. UU. y deja la vacante,  que posteriormente ocupa Pino con un espacio llamado “El salario del miedo” en el suplemento dominical.
Del 1954 al 1970 trabaja para Atlas Publicidad, la empresa más prestigiosa  de la época, donde  laboraban personajes como Jorge Antonio Vega, Gastón Betelli, Mario Romero, Claudio Alonso, Carlos Pacheco entre otros grandes. Allí realizó diferentes trabajos en artes publicitarias para empresas y productos nacionales e internacionales como Philips y Kodak.
Hacia 1958 apareció la convocatoria para diseñar una carroza de la reina de Belleza, Doris Gil Santamaria, el diseño de Pino gana el concurso y obtuvo un viaje a Cartagena. También y elabora  las estampillas como homenaje a la visita del Papa Pablo VI a Bogotá.
Cuando la televisión a color empieza, Pino realiza créditos para la Televisora Colombiana.
En el 70 ingreso a la agencia Aser Publicidad durante dos años otra prestigiosa empresa de la publicidad. Después, el editor de Aníbal Pineda, lo contrata para que realice la carátula mensual de la revista de la Contraloría General de la Nación. También realiza ilustraciones en medios escritos de la capital, como El Bogotano y Al Periódico.  
A su vez, Pino realiza artes gráficas como el libro del acueducto“ Agua hasta el año 2010” , para Telecom y  para la Aeronáutica Civil.  Rediseña el logo del Banco ganadero ahora BBVA. 

Para las elecciones del 1974, por encargo del periodista Alfonso Castellanos, Pino elabora el retrato de Alfonso López Michelsen, presidente de la república de la época. El retrato aparece en primera plana del periódico El Tiempo, el 7 de agosto cuando se posesiona. Este retrato, es reproducido y exhibido en diversos lugares del Palacio de Nariño, le abre las puertas para realizar las publicaciones de la presidencia, entre ellas cartillas, como 100 días del mandato claro. 
En el 1975 gana el concurso de carátulas para el almanaque creditario de la Caja Agraria. 
En 1978, Alfonso Castellanos lo llama para trabajar en el noticiero nacional, telenoticias, en el horario triple A del fin de semana,  producido por la programadora Intervisión, para ilustrar cada noticia.

### Profesor en la Universidad Nacional de Colombia
En 1965 ingresa como catedrático en Santa Clara, que es una escuela adscrita a la Universidad Nacional de Colombia. 
La Universidad Nacional es reestructurada a partir de la  formación de un núcleo entre el conservatorio y  la escuela Santa Clara adscrita a Arquitectura. Eugenio Barney Cabrera lo llama para que colaborara con el nuevo enfoque publicitario que quería dársele a la carrera de Diseño Gráfico debido a la escasez de estudiantes en la época. Esto significó la vinculación de Pino como Profesor Especial del Departamento de Bellas Artes. 
En el 1983, se pensionó de la UN como profesor asociado de tiempo completo y se dedicó a la creación de su obra pictórica.

## Obra pictórica
Tierra Nueva
Tierra Nueva fue el proyecto mural, ganador de concurso Pasado, presente y futuro de Caldas convocado por el Fondo Cultural Cafetero en 1982 y realizado por el Banco Cafetero en Manizales, Caldas. Pino se inscribe a última hora y ganó con el mural titulado Tierra Nueva, en la categoría pasado. En el mural se muestran a los arrieros colonizadores antioqueños. En lo referente a presente ganó Luciano Jaramillo con su obra La familia campesina, futuro del café y en futuro, Gustavo Zalamea y su obra Proyección del mapa del viejo Caldas.
“Por su depurado vigor compositivo, su presentación explicita del tema propuesto y su muy equilibrada coloración”
Jurados calificadores del concurso: Juan Jacobo Muñoz, Germán Rubiano y Raquel Tibol.
Estos murales estuvieron expuestos durante más de 10 años en el edificio Fernando Londoño y Londoño del Banco Cafetero en Manizales. Actualmente se desconoce el paradero de los murales.    

## Ilustraciones
Durante su vida en el trabajo publicitario Pino participó ilustrando cientos de trabajos como libros. Sin embargo, también se destacó no solo como ilustrador sino diseñador editorial. Las siguientes publicaciones están disponibles en el catálogo de la Biblioteca Luis Ángel Arango.
| Título | Año  | Editorial                         |
| --- | ---- | --------------------------------- |
| Lecturas para quinto año : texto para el alumno y guía de ejercicios para el profesor ; confeccionado de acuerdo con los programas del Ministerio de Educación Nacional; dibujos de Alberto Pino. | 1965 | Editorial Villegas                |
| A reír y gozar : coplas populares / recopilados por Humberto Villamarín ; dibujos Alberto Pino.                                                                                                   | 1966 | Universidad de Antioquia          |
| Folclor para niños : colombiano y universal, actividades de dibujo y lectura dentro de los programas de la enseñanza elemental / Álvaro Marin ; dibujos de Alberto Pino.                          | 1970 | Editorial Villegas                |
| Empresas Públicas de Pereira / dirección y redacción Aníbal Pineda ; ilustraciones Alberto Pino ; Luis Ángel Rengifo ; José María López (Pepón).                                                  | 1974 | Editorial Stella                  |
| Cambio con equidad : plan de desarrollo 1983-1986 / Departamento Nacional de Planeación ; ilustraciones Alberto Pino.                                                                             | 1983 | Bogotá                            |
| Alto Magdalena : Huila / colaboradores Héctor Polania Sánchez ... [et al.] ; ilustraciones Alberto Pino ; selección fotográfica Nereo López.                                                      | 1987 | Central Hidroeléctrica de Betania |

## Exposiciones
La obra de Pino Gil se exhibió en muchos lugares de manera individual y colectiva. 

### Exposiciones individuales
- Alberto Pino. Museo de Arte de la Universidad Nacional de Colombia. Bogotá, 18 al 31 de agosto de 1981
- Alberto Pino - Exposición de Pintura. Gimnasio Moderno. Bogotá, 12 al 25 de septiembre de 1990
- 8 pinturas de Alberto Pino. Colciencias. 8 pinturas de Alberto Pino. Bogotá, 15 de marzo al 15 de abril de 1990
- Exposición Alberto Pino Gil. Bellas Artes 60 años. Universidad de Caldas. Manizales, 4 de octubre de 1991
- Exposición de obras artísticas de maestros de la Universidad Nacional. Asociación de Docentes Pensionados de la Universidad Nacional de Colombia - ASDOPUN. Bogotá, 28 de septiembre a 14 de octubre de 2000.
- 16 pinturas de Alberto Pino. Cooperativa de profesores de la Universidad Nacional de Colombia. Bogotá, julio del 2001
- Homenaje Alberto Pino Gil. Universidad de Caldas. Manizales, 15 de mayo de 2008

### Exposiciones colectivas
- Maestros de la plástica en Colombia. Galería Carrión Vivar.  Bogotá, 30 de octubre a 20 de noviembre de 1991
- Caldas tres veces: las pinturas de Sergio Trujillo Magnenat, Alipio Jaramillo Giraldo y Alberto Pino Gil. Manizales, Armenia y Bogotá, entre marzo y agosto de 1994
- Maestros. Galería de Arte Fenalco.  Bogotá, 7 de octubre a 23 de octubre de 1998
- Maestros y maestros, medio siglo de pintura. Casas de la Cultura del municipio de Cogua. Cogua, 1 al 17 de julio de 2000
- Maestros Caldenses. Fundación Gilberto Alzate Avendaño. Bogotá, 28 de enero de 2004
- Maestros en el Arte. Fundación Cultural Vértice.  Bogotá, 22 de septiembre de 2005
- Exposiciones en el marco de los 75 años de la Universidad de Caldas. Manizales, 1 al 17 de noviembre de 2006